# Vanne thermostatique
Pour les articles homonymes, voir vanne (homonymie).
Ne doit pas être confondu avec Détendeur thermostatique.

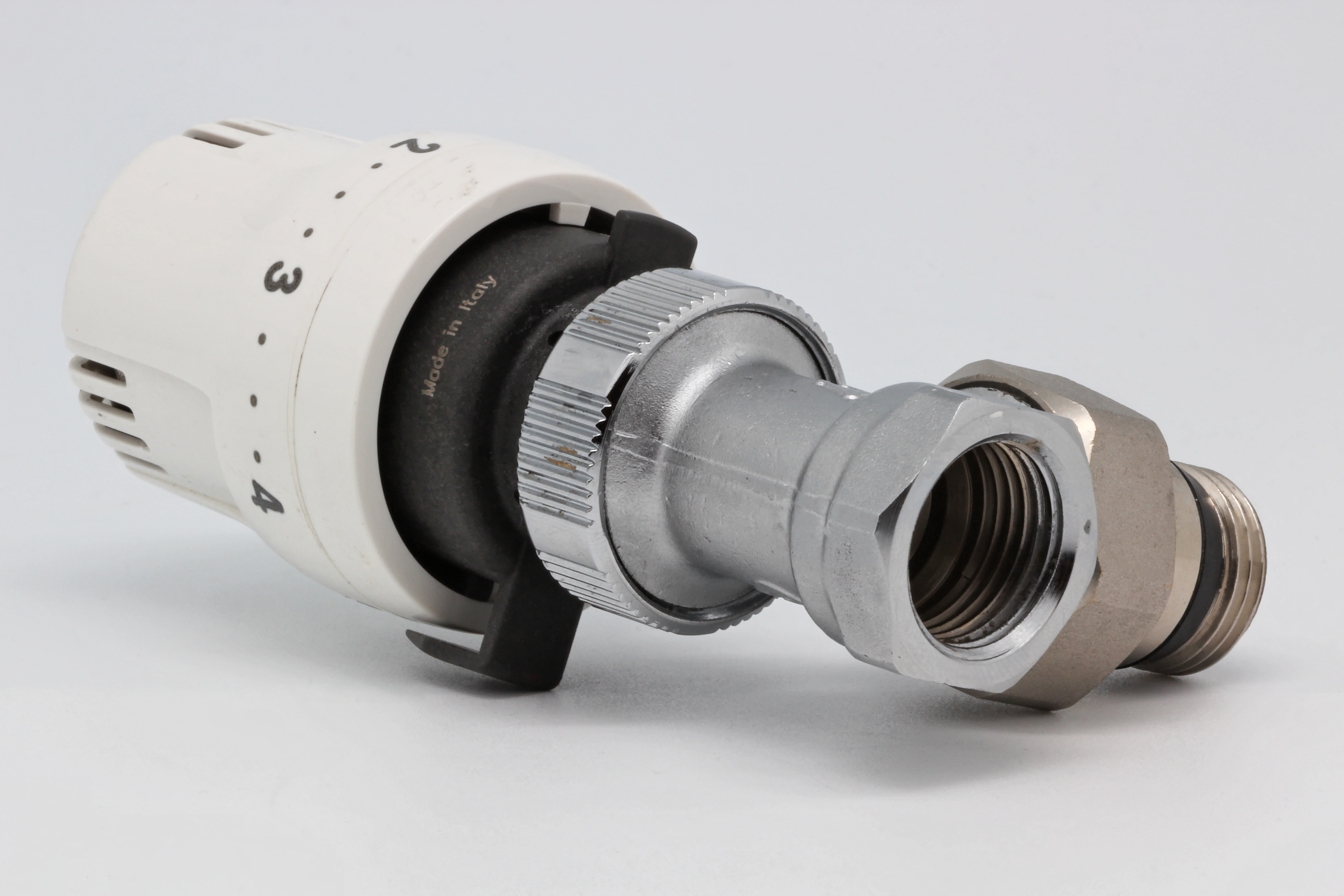
Vanne thermostatique.

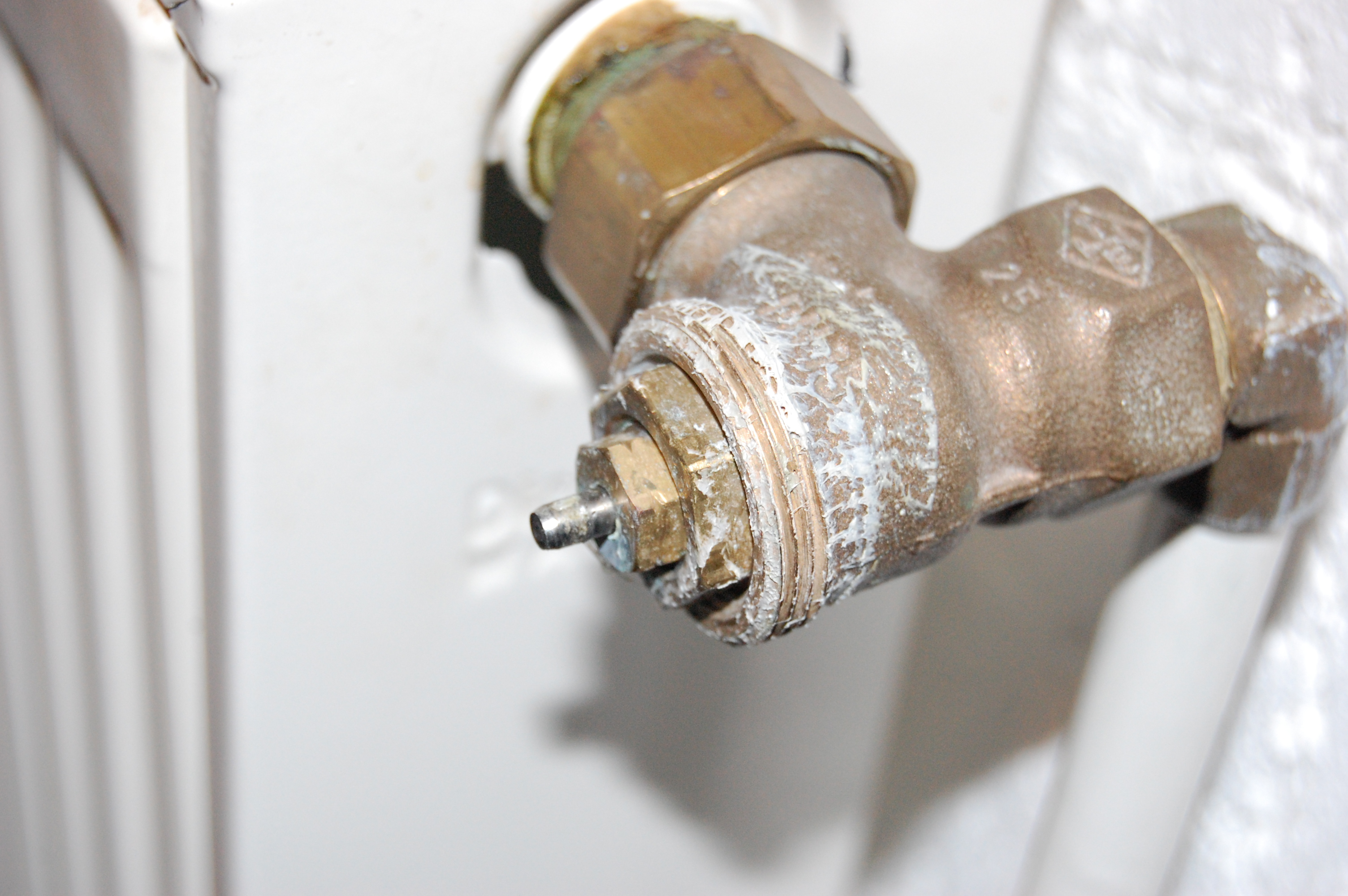

Une vanne thermostatique est une vanne qui fait varier son débit en fonction de la température ambiante, afin de maintenir une température constante. Ce type de vanne abrite une sonde thermosensible, qui se dilate et se contracte en fonction de la température ambiante et qui actionne un système mécanique, lequel laisse passer une quantité appropriée de fluide.
La vanne thermostatique est connue sous la dénomination de robinet thermostatique dans les logements en collectivités soumis à la législation française.

## Législation en France

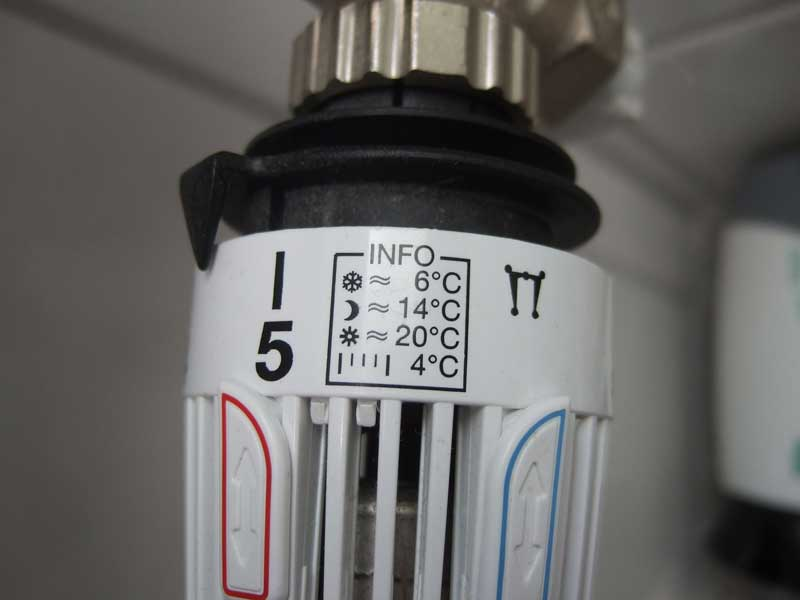
Informations par symboles de température normalisé selon le logo standard EN 215, inscrits sur l'écrou moleté de la tête thermostatique

En France, la pose des robinets thermostatique est prévue dans deux situations :
- les radiateurs installés ou remplacés, sauf dans les cas de monotubes non dérivés et dans les locaux pourvus d'un thermostat central ;
- décret sur l’individualisation des frais de chauffage et l’obligation de pose des robinets thermostatiques dans les logements collectifs[1].

En France en 2011, d'après un sondage TNS-Sofres, 26,8 % des radiateurs sont équipés d'un robinet thermostatique sur un total estimé de 78 millions de radiateurs à eau chaude répartis dans 15,6 millions de logement. Ainsi, le marché de la rénovation des robinets ouvre un potentiel important aux sociétés du secteur.
Les normes françaises (NF) et européennes (EN) relatives à ces sujets sont les deux normes en langue anglaise[C'est-à-dire ?] :
- NF EN 215 Mars 2005 Robinets thermostatiques d’équipement du corps de chauffe – Exigences et méthodes d’essai ;
- NF EN 215/A1er juin 2006 Robinets thermostatiques d’équipement du corps de chauffe – Exigences et méthodes d’essai.

Ces normes franco-européennes ont été homologuées par la législation française.

## Chauffage domestique
Dans le cadre du chauffage, la vanne thermostatique est assemblée au corps d'un robinet et d'une tête thermostatique. L'ensemble a l'aspect d'un robinet de radiateur ordinaire, mais il est possible de régler la température de chaque pièce, en choisissant une position sur la bague de réglage par rotation du bouton de la tête, comme pour un robinet classique.

### Types de vannes thermostatiques
Le modèle le plus courant est celui à sonde intégrée dans la tête. Sa pose doit être horizontale afin que la sonde ne soit pas perturbée par la chaleur provenant du tuyau d'arrivée d'eau chaude. Il existe aussi des modèles à sonde déportée pour les radiateurs :
- placés sous une tablette qui conserverait la chaleur au niveau du robinet ;
- sur lesquels la pose d'une tête horizontale est impossible par manque de place ;
- dont l'accès est difficile ;
- pour ouverture de fenêtre.

La séparation de la sonde coûte plus cher, mais devrait offrir une meilleure régulation.

### Principe

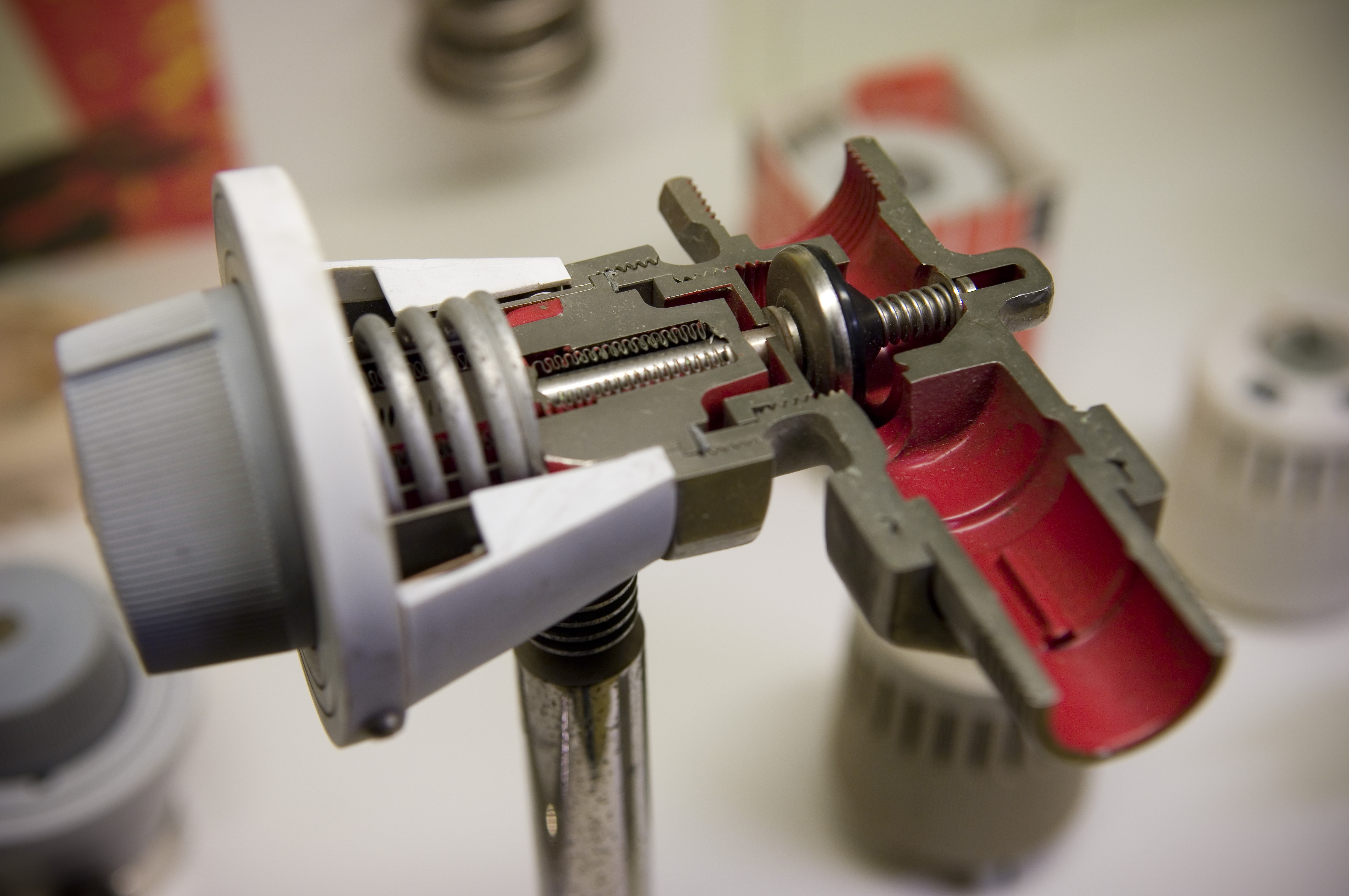
Section d'un robinet thermostatique.

Le réglage de la température souhaitée de la pièce est réalisé en utilisant les repères indiqués sur la tête thermostatique. Ces repères sont généralement gradués de 1 (le moins chaud) à 5 (le plus chaud), ou directement en degrés Celsius. Une position « * » (hors-gel) permet de protéger le réseau en cas de forte baisse de température ambiante avec risque de gelée.
Lorsque la température ambiante baisse, le mécanisme se contracte, laissant entrer davantage d'eau chaude dans le radiateur pour augmenter le chauffage. Inversement, lorsque la température ambiante augmente, il se dilate et ferme l'arrivée d'eau.
Dans une vanne thermostatique reliée à un châssis, lorsque l'on ouvre une fenêtre, un contact magnétique placé sur celle-ci ouvre un circuit électrique relié à la vanne et coupe celle-ci. À la fermeture de la fenêtre, la vanne reprend sa fonction normale.
| Pour des raisons techniques, il est temporairement impossible d'afficher le graphique qui aurait dû être présenté ici.                                                          |
| Source Wallonie,. Pour que le chauffage ne chauffe qu'à la moitié de sa puissance, le robinet ne doit être ouvert que pour laisser passer 20 % du débit à l'ouverture maximale. |

### Pose et maintenance

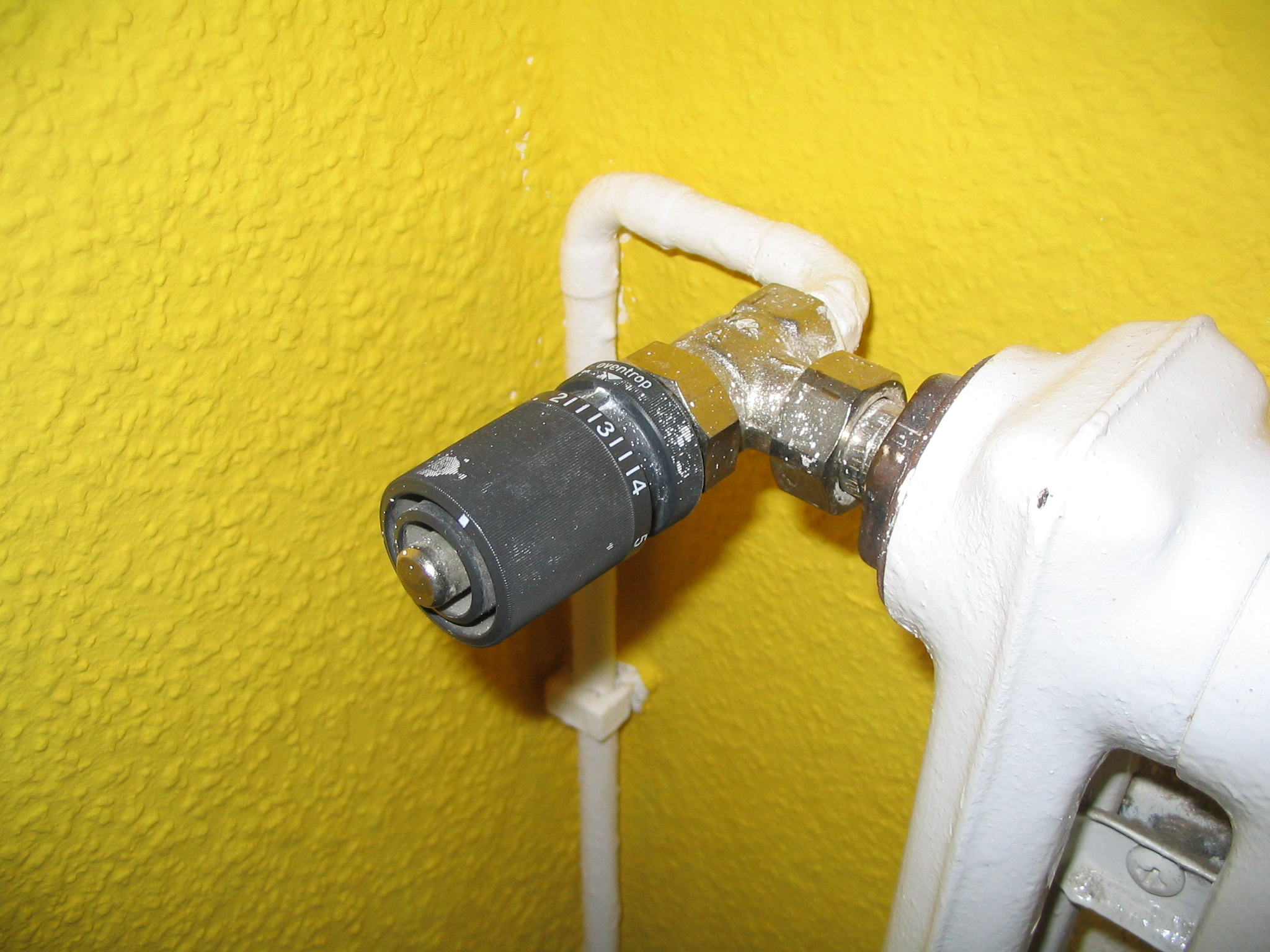

Pour être efficace, le robinet thermostatique doit être posé horizontalement et entretenu avec une maintenance pour le presse-étoupe.

### Avantages et inconvénients
La stabilisation automatique de la température ambiante au niveau souhaité permet de réaliser des économies d'énergie lorsqu'elle est bien utilisée, car elle se ferme automatiquement lorsque la température souhaitée est atteinte, notamment s'il y a des apports de chaleur extérieurs (soleil entrant par les fenêtres, four, âtre).
Par contre, si l'on oublie de fermer manuellement la vanne alors qu'on laisse une fenêtre ouverte, la vanne réagit à la baisse de température et fait fonctionner le radiateur à plein régime, entraînant un gaspillage de chaleur.
D'autre part, si les vannes du circuit de chauffage sont trop fermées, la pression générée par la pompe de circulation augmente et cette pompe se fatigue prématurément (dans le cas d'une pompe à vitesse fixe). La solution la plus sommaire consiste à garder un radiateur avec une vanne normale (non thermostatique) toujours ouverte. Une autre solution est l'usage d'un by-pass automatique sur le circuit d'eau s'ouvrant s'il y a trop de pression. Enfin, un circulateur à vitesse variable en fonction de la pression permet de résoudre ce problème tout en diminuant la consommation électrique.

### Applications
Les robinets thermostatiques peuvent être de deux formes : mécanique et électronique.

#### Robinets mécaniques

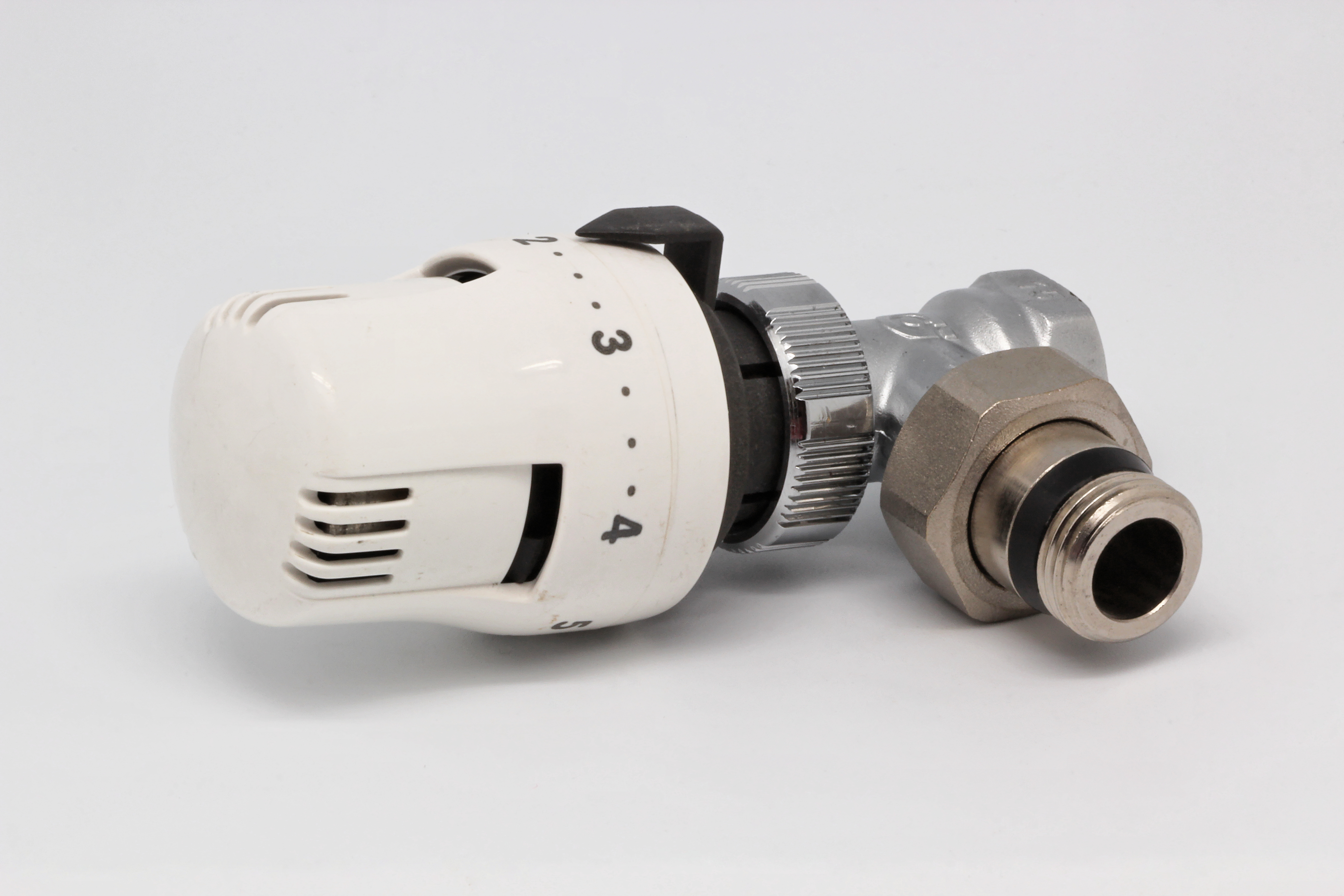
Un robinet thermostatique en position 2 (environ 15 à 17 °C).

Pour un salon ou une cuisine, la vanne se règle ordinairement entre 2,5 et 3,5 (18 à 22 °C) ; sur 4 (24 °C) pour une salle de bains ; entre 2 et 3 (16 à 20 °C) pour une chambre à coucher ; sur 2 (16 °C) dans un hall ; et sur 1-2 (12 à 16 °C) dans les pièces qu'on utilise rarement : chambre d'amis, buanderie, etc.
Toutefois, les robinets thermostatiques les plus rustiques ne permettant pas de régler une température, la température de consigne reste tributaire de la température de l'eau de chauffage.
Durant l'été, il est recommandé d'ouvrir les vannes à fond (sur 5) pour ménager leur mécanisme. En période de chauffe, la position 5 doit au contraire être utilisée avec parcimonie, car elle entraîne une importante consommation d’énergie.
| Position                                                                                               | Température (degré Celsius) | Recommandation                       |
| --- | --------------------------- | ------------------------------------ |
| * | 7,5                         | Hors gel                             |
| 1 | 12                          | Cave, escaliers, buanderie           |
| 2 | 15                          | Hall d'entrée                        |
| • | 16                          | Couloir                              |
| • | 17                          | Chambre à coucher                    |
| 3 | 18                          | Chambre d'enfant                     |
| • | 19                          | Cuisine                              |
| • | 20                          | Salon                                |
| 4 | 21                          | Salle de bains                       |
| 5 | Maximum                     | Été (quand la chaudière est éteinte) |
| La température des cinq positions d’un robinet thermostatique à tête mécanique peut ne pas être juste. |                             |                                      |

| Position | Température (degré Celsius) | Recommandation                       |
| -------- | --------------------------- | ------------------------------------ |
| *        | 6                           | Hors gel                             |
| •        | 12                          | Cave, escalier                       |
| 1        | 15                          | Chambre inoccupée, buanderie, réduit |
| 2        | 17                          | Hall d'entrée, couloir               |
| •        | 18                          | Chambre à coucher                    |
| 3        | 19 à 20                     | Cuisine                              |
| •        | 20 à 21                     | Séjour chambre enfant                |
| 4        | 22                          | Salle de bains                       |
| 5        | 25                          |                                      |

#### Robinets électroniques

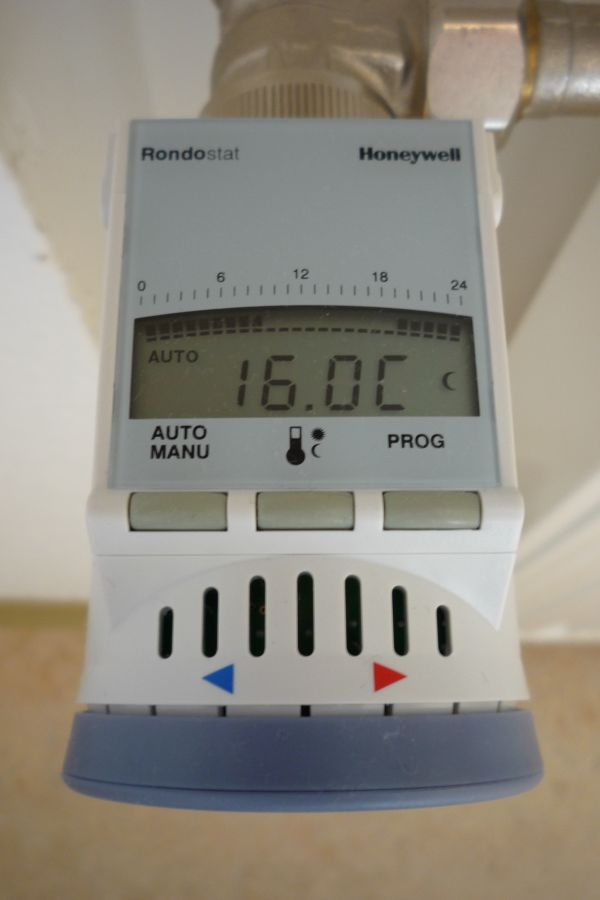
Vanne thermostatique électronique et numérique « Station Rondo Honeywell » avec boutons de réglage et barre d'affichage des températures façon analogique.

Certains robinets thermostatiques sont équipés de tête électronique qui offrent une meilleure précision au travers de différentes fonctionnalités :
- un réglage au demi-degré près ;
- un réglage au dixième de degré près ;
- la possibilité de programmer des plages horaires ;
- la programmation hebdomadaire pour le week-end, par exemple.

Ces robinets peuvent être programmés par la tête du robinet, au travers du boîtier à piles, ou par ordinateur avec une clé USB.

## Erreurs fréquentes
Dans une pièce inoccupée où les vannes sont réglées sur « * » (hors-gel), les régler sur 5 au lieu de 3 ou 4 n'accélére pas la mise à température de la pièce.  En effet, la sonde thermosensible mesurant un écart de température important entre sa consigne et la température ambiante déjà sur 3, la vanne est déjà grande ouverte.
De même, dans une pièce temporairement trop chaude, par exemple à cause de l'ensoleillement, régler la vanne sur 1 au lieu de 2 ou 3 ne change rien car la vanne est déjà fermée sur 2.
Enfin, si, dans une pièce où la température est habituellement suffisante avec un réglage sur 3, il arrive un jour qu'il fasse trop froid, le fait de régler le robinet sur 4 n'y changera rien. En effet, la vanne sera déjà grande ouverte. Le problème vient dans ce cas de ce que la régulation centrale envoie de l'eau trop froide ou en trop faible débit dans le radiateur.
Dans ces trois cas, on risque de sur ou sous-chauffer en permanence la pièce par la suite, si le réglage n'est pas corrigé.